# Julio Mázzaro
Julio Eduardo Mázzaro (Villa Regina, Río Negro, 31 de enero de 1979) es un ex-baloncestista argentino. Su carrera profesional la desarrolló en Argentina e Italia, siendo reconocido en 2003 como el Jugador de Mayor Progreso de la Liga Nacional de Básquet. Actuó en la selección de básquetbol de Argentina entre 2003 y 2006.

## Trayectoria
Mazzaro comenzó a jugar al baloncesto en el Club Atlético Regina, pasando luego por Italia Unida de General Roca y Unión Alem Progesista de Allen, antes de ser reclutado por Boca Juniors. Con ese club haría su debut en la Liga Nacional de Básquet en 1997. 
Sin muchas chances de jugar en el equipo porteño, aceptó en 1998 una oferta para sumarse al Deportivo Roca. La temporada 1999-2000 los rionegrinos la disputaron en el Torneo Nacional de Ascenso, donde Mázzaro pudo demostrar su talento. Posteriormente jugó dos temporadas más en la segunda categoría del baloncesto profesional argentino, vistiendo la camiseta de Ciclista Juninense. 
Regresó a la LNB en el 2002, fichado por Estudiantes de Olavarría, donde fue reconocido como el jugador de mayor progreso del torneo con una media de 22.3 puntos por partido. Ello le permitió ser contratado por el Nuova Pallacanestro Pavia de Italia, un equipo de la Lega2 con el que disputó la temporada 2003-04. Para la temporada siguiente retornó a la LNB, incorporándose a River Plate, club en el que permanecería tres años. 
En 2007 se comprometió con Quimsa, equipo con el que disputaría las finales de la temporada 2007-08 de la LNB en las que caerían derrotados ante Libertad de Sunchales. Jugó con los santiagueños hasta 2011, alcanzando cuatro veces al cuadrangular final de la Copa Argentina de Básquet -se consagró campeón en la edición de 2009- y jugando dos finales de la Liga Sudamericana de Clubes ante Flamengo de Brasil -perdieron la primera en 2009, pero ganaron la segunda en 2010, donde además fue reconocido como el MVP de la final. 
Jugó en Obras Sanitarias entre 2011 y 2013, siendo destacada su actuación con el equipo en la Liga Sudamericana de Clubes 2011, donde se impusieron en la final ante Pinheiros. Luego de desvincularse del club porteño, Mázzaro actuó durante dos temporadas más en la LNB (primero con Lanús y luego con Bahía Basket), antes de retornar a la localidad de Junín y sumarse a Sarmiento, un club que en ese momento disputaba el Torneo Federal de Básquetbol. Se retiró en 2018, permaneciendo en la ciudad para desempeñarse como entrenador de divisiones formativas en los clubes locales y como jugador de la liga regional de maxibásquet. 

## Selección nacional
Mázzaro disputó con la selección de básquetbol de Argentina los Campeonatos Sudamericanos de Baloncesto de 2003 y 2004. 
En el año 2005 fue nuevamente convocado al combinado nacional con el que actuó en la Copa Stankovic y en el Campeonato FIBA Américas, en el cual terminó como el máximo anotador de su equipo. Estuvo asimismo en la preselección que encaró la preparación para jugar el Campeonato Mundial de Baloncesto de 2006, pero no llegó a integrar el plantel final que compitió en ese torneo. 

## Palmarés

### Títulos
- Quimsa
  - Campeón Copa Argentina de Básquet 2009
  - Campeón Liga Sudamericana de Clubes 2009
- Obras Sanitarias
  - Campeón Liga Sudamericana de Clubes 2011:

### Menciones
- Jugador de Mayor Progreso de la LNB: 2002-03
- Quinteto Ideal: 2002-03, 2004-05
- Segundo Quinteto Ideal: 2005-06, 2006-07 y 2007-08
- Juego de las Estrellas de la LNB:[3] 2003, 2005, 2006, 2007, 2008, 2009, 2010, 2011.
- En la actualidad ocupa la 20.ª posición en la tabla histórica de goleadores de la Liga Nacional de Básquet con 8425 puntos anotados en 532 partidos, es decir con un promedio de 15.8 puntos por partido.
- Es el jugador con el 12.º mejor promedio de puntos en la Liga Nacional de Básquet (considerando solo jugadores nacionales).